# Hladinovka (rostlina)

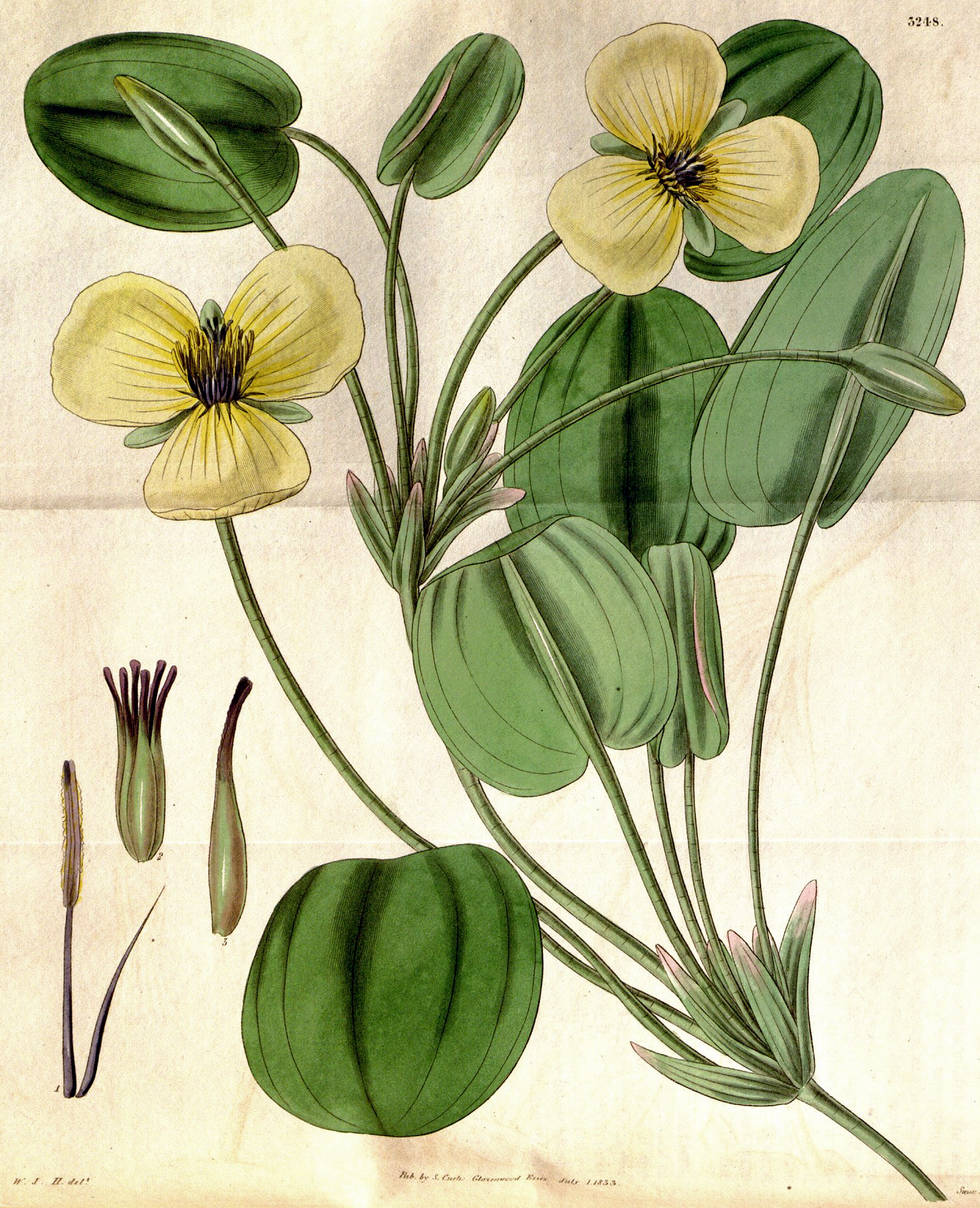
Hladinovka plavínovitá na ilustraci z roku 1833

Hladinovka (Hydrocleys) je rod rostlin z čeledi žabníkovité. Jsou to vodní byliny s plovoucími listy a nápadnými, trojčetnými květy. Rod zahrnuje 5 druhů a je rozšířen výhradně v Latinské Americe.
Hladinovka plavínovitá je pěstována v akváriích, paludáriích a tropických nádržích. V některých částech světa je to invazní druh.

## Popis
Hladinovky jsou vodní byliny s krátkým, vystoupavým stonkem a často s výběžky. Listy jsou buď plovoucí na hladině až vynořené, nebo ponořené. Plovoucí listy jsou dlouze řapíkaté, s okrouhlou až podlouhle kopinatou, na bázi zaoblenou až srdčitou čepelí, řapík je přehrádkovaný, na průřezu okrouhlý, na bázi pochvatý. Ponořené listy jsou přisedlé a mají charakter asimilujícího řapíku bez čepele (fylodium).
Květy jsou oboupohlavné, dlouze stopkaté, uspořádané v chudém až mnohokvětém květenství na konci dlouhého stvolu. Kalich je zelený, kožovitý, trojčetný, vytrvalý. Koruna je nápadná, žlutá nebo bílá, brzy opadavá. Korunní lístky podlouhle obvejčité až okrouhlé, kratší nebo delší než kalich. Tyčinek je 6 až mnoho, v jednom až několika kruzích, vnější jsou často sterilní. Nitky tyčinek jsou zploštělé a nesou čárkovité prašníky. Gyneceum je tvořeno 3 až 8 pestíky, které jsou spojené v čnělkové části a jen zřídka i na bázi. Plodem je souplodí měchýřků. Měchýřky jsou čárkovitě kopinaté, s okrouhlým průřezem, tenkostěnné, pukající podél vnitřního okraje. Obsahují mnoho semen.

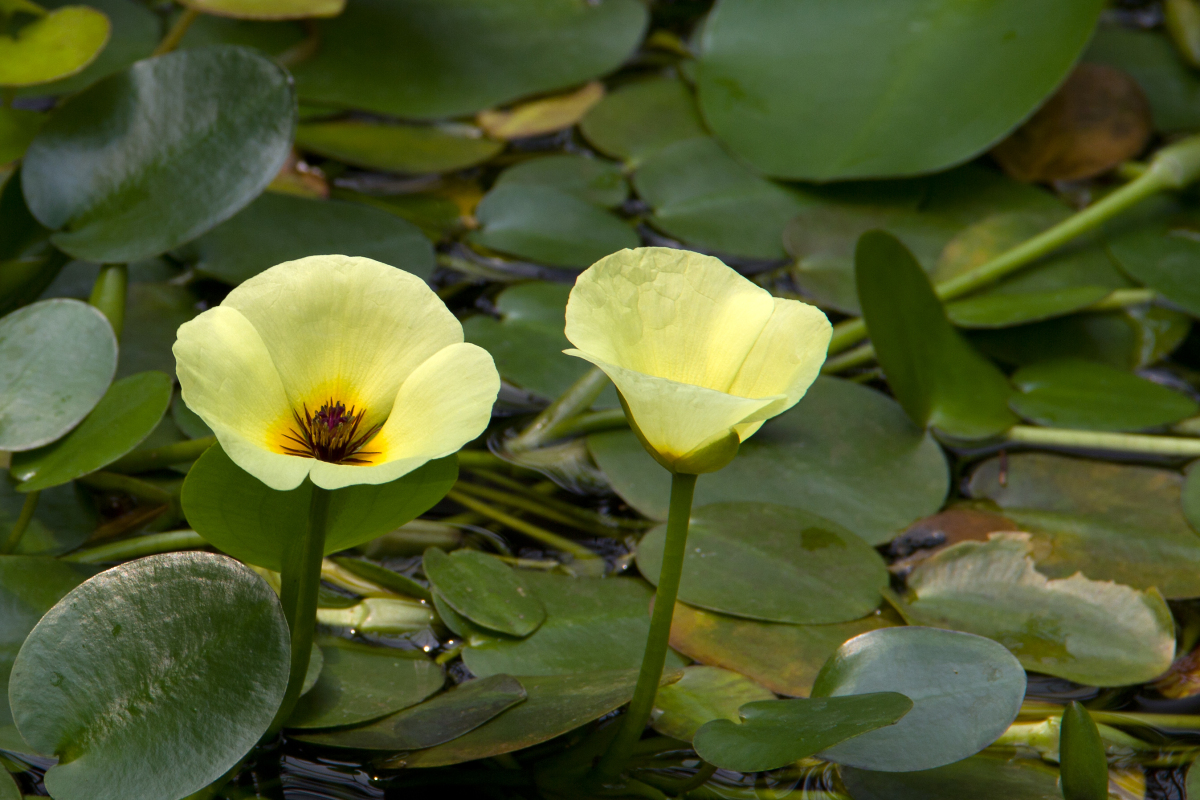
Kvetoucí hladinovka plavínovitá
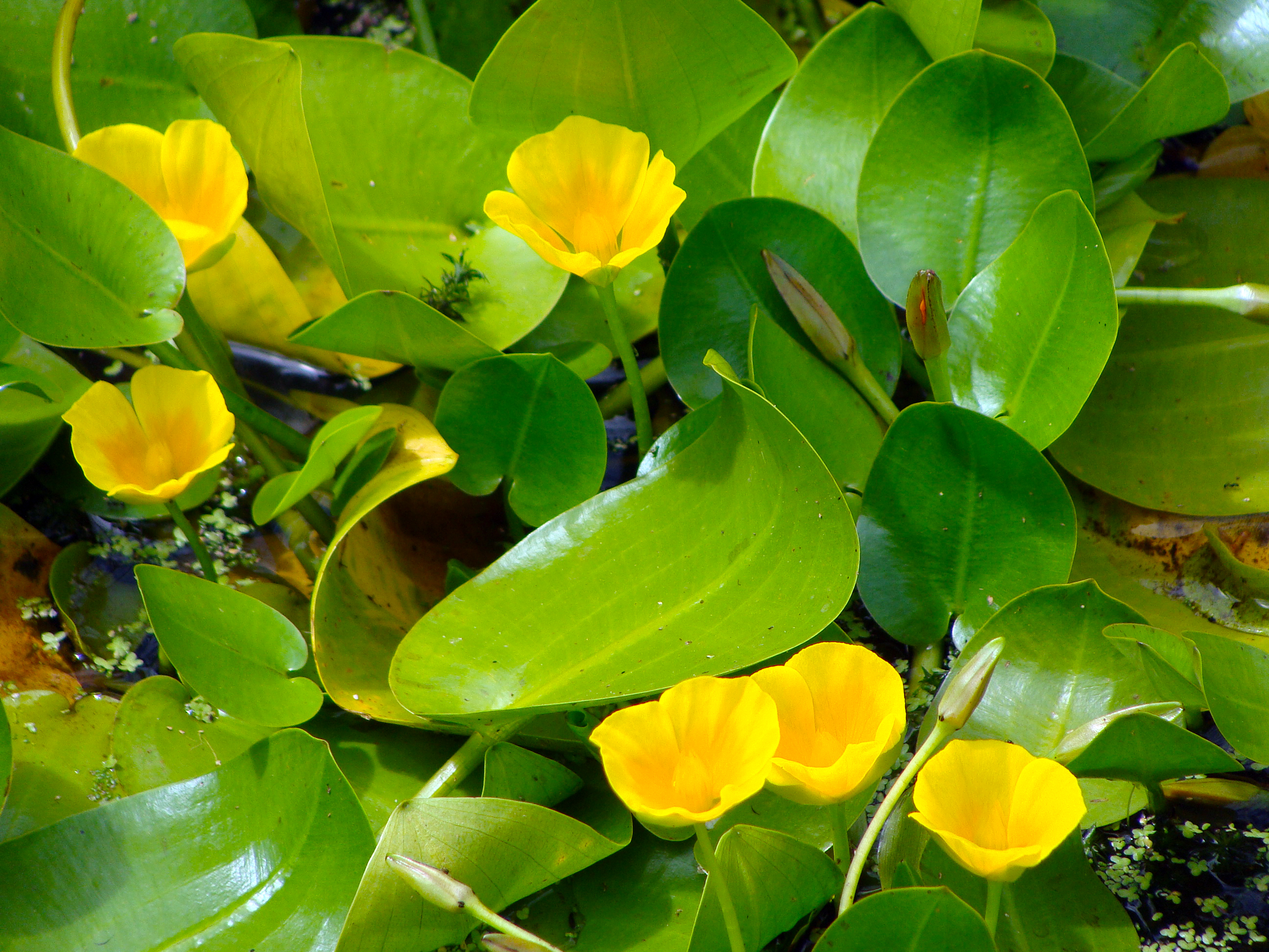
Hydrocleys martii
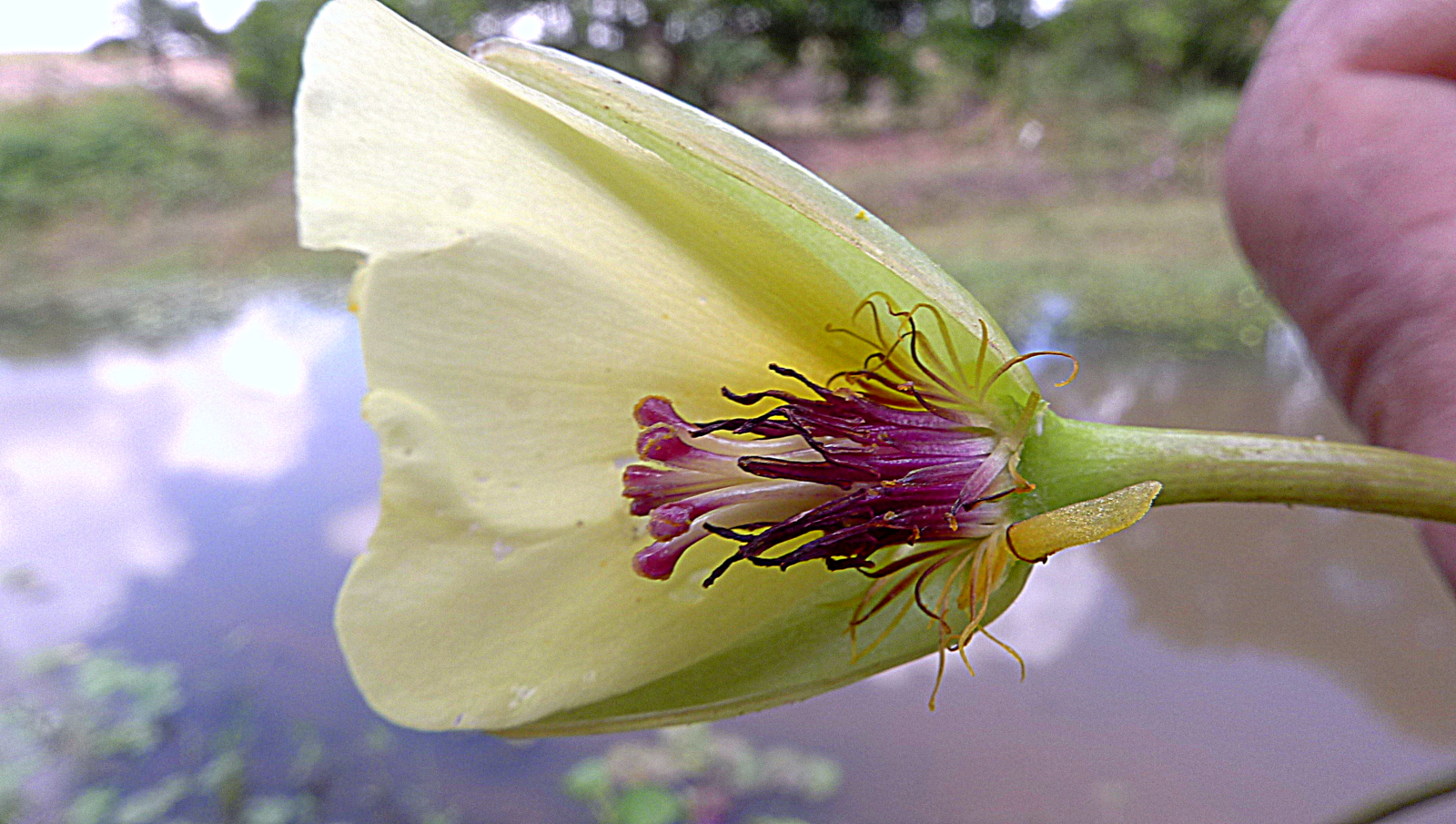
Pohled do nitra květu hladinovky plavínovité

## Rozšíření
Rod zahrnuje 5 druhů a je rozšířen výhradně v Latinské Americe. Areál rodu sahá od jihovýchodního Mexika po severní Argentinu a jižní Brazílii. Rozsáhlý areál má zejména hladinovka plavínovitá (Hydrocleys nymphoides) a druh Hydrocleys martii.

## Taxonomie
Rod Hydrocleys byl v minulosti řazen do čeledi Limnocharitaceae, která byla v systému APG III, vydaném v roce 2009, vřazena na základě výsledků fylogenetických studií do čeledi Alismataceae. Nejblíže příbuznými rody jsou Butomopsis a Limnocharis.

## Zástupci
- hladinovka plavínovitá (Hydrocleys nymphoides)

## Význam
Hladinovka plavínovitá je pěstována jako akvarijní rostlina a je využívána také v paludáriích. Prosperuje v dobře osvětlených, větších nádržích a v tropických bazénech. V subtropických oblastech Severní Ameriky je považována za invazní druh.